# Маяк (клуб по хоккею с мячом, Краснотурьинск)
«Мая́к» — команда по хоккею с мячом из города Краснотурьинска Свердловской области.

## История
Создана в 1949 году при Богословском алюминиевом заводе. Представляла ДСО «Цветмет» (1949/1950), «Металлург» (1950—1957), «Труд» (1957—1987). В разные годы носила названия БАЗ, «Труд». В 1961 году заводской КФК стал называться «Маяк». Современное название принято с 1978 года. В течение 4 сезонов (с 2011 по 2015 гг.) клуб выступал в Высшей лиге под названием «Динамо-Маяк» в качестве фарм-клуба московского «Динамо».
В 1960 году было принято решение об открытии в Краснотурьинске детско-юношеской спортивной школы. Первым директором и тренером хоккейной секции стал Э. Ф. Айрих.
В сезоне 2008/09 команда снялась с турнира Высшей лиги из-за отказа компании «Русал» в финансировании. С сезона 2009/10 выступает в Первой лиге (начиная с сезона 2011/12 турнир носит название Высшая лига).
Чемпион Свердловской области в 1959, 1963 и 1971 годах. Второй призёр «Кубка главы республики Коми» (2000, 2002). Вице-чемпион (1993, 2004) и третий призёр чемпионата России (1994, 2003) по мини-хоккею.
Играет на стадионе «Маяк», рассчитанном на 5000 зрителей.

## Участие в соревнованиях

### Чемпионаты РСФСР, СССР и России
В сезонах 1959—1964 принимала участие в первенстве РСФСР и после того, как в 1963 году стала третьим, а в 1964 году — вторым призёром чемпионата РСФСР, команда была допущена к играм второго дивизиона первенства СССР.
В сезонах 1965, 1966, 1969—1992 участвовала в чемпионатах СССР среди команд второй группы класса «А», а затем — Первой лиги (провела 709 матчей, из них в 356 победила (4 технические победы), 86 свела вничью, 267 раз терпела поражения; в ворота соперников забросила 2499 мячей, пропустив 2148). Лучший результат — 1-е место в сезоне 1966. Лучший бомбардир клуба в Первой лиге — С. Любченков — 231 мяч. Рекордсмен за сезон — Е. Дубовик — 53 мяча (сезон 1989). Наибольшее число матчей на счету у А. Лошкова — 397.
В сезонах 1967, 1968 участвовала в первой группе класса "А" чемпионата СССР (56 матчей: 9 побед, 9 ничьих, 38 поражений; мячи 69—191). Лучший результат — 12-е место в сезоне 1967. Лучший бомбардир клуба в первой группе класса "А" чемпионата СССР — А. Камаев — 16 мячей. Наибольшее число матчей на счету у А. Камаева и А. Голоднева — 55.
С сезона 1993 по сезон 2009 в чемпионате России среди коллективов Высшей лиги (428 матчей: 180 побед, 40 ничьих, 205 поражений (3 технических поражения); мячи 1671—1767). Лучший результат — 6-е место в сезоне 1994. Лучший бомбардир команды — О. Чернов — 256 мячей. Рекордсмен клуба по забитым мячам за сезон — Е. Иванушкин — 48 мячей (сезон 2001). Больше всех матчей на счету у И. Смурова — 364.
Одиннадцать раз хоккеисты команды входили в списки сильнейших игроков сезона: В. Нуждин (1993—1996), А. Маряшин (1994—1996), О. Чернов (1994, 1996, 1998), М. Чермных (2000).

### Кубки СССР и России
В Кубке СССР и России «Маяк» выступал с 1984 года. (183 матча: 66 побед, 17 ничьих, 100 поражений; мячи 720—865). Наивысшее достижение — 5-е место в финальном турнире (1996). Больше всех матчей в Кубках провел И. Смуров — 103. Лучший бомбардир — О. Чернов — 56 мячей.

### Международные турниры
На счету «Маяка» участие в международных турнирах: 1993, 1994, 1996 гг. — «Кубок викингов» в Норвегии; 1995 год — коммерческий турнир по мини-хоккею в Каликсе (1-е место); 2003, 2004 (2-е место), 2005 (1-е место) гг. — «Кубок Катринехольма» в Швеции.

## Игроки и тренеры
Ведущими хоккеистами команды в разные годы были  В. Серденко, А. Камаев, А. Голоднев, Н. Горбунов, С. Любченков, Вл. Чернышев, А. Кузнецов, Е. Дубовик, В. Загребельный, В. Нуждин, А. Маряшин, О. Чернов, М. Легаев, Ю. Соколов, И. Смуров, Д. Криушенков, А. Рейн и многие другие.
В разные годы победителями и призёрами чемпионатов мира среди юниоров и юношей становились Б. Красноперов, Р. Валк, А. Орлов, Е. Робертус, И. Куйвашев, Е. Иванушкин, А. Соллогуб, М. Герасимов, Г. Липин, П. Дубовик, Е. Игошин, С. Ирисов, К. Хвалько, Е. Хвалько.
Воспитанники «Маяка» входили в состав главной команды страны и неоднократно становились чемпионами мира: В. Бочков (1973, 1975, 1977, 1979, 1985), Е. Иванушкин (2006—2008, 2013—2016), К. Хвалько (2007, 2008, 2011, 2013), Д. Криушенков (2007, 2008), Ю. Шардаков (2013, 2016, 2018).
В чемпионатах СССР и России команду тренировали:
- В. Криводанов (1964—1965)
- В. Башкирцев (1965—1966)
- В. Толкачев (1966 — январь 1968)
- В. Смирнов (1968—1970)
- П. Логашев (1971—1975)
- А. Алексеев (1975 — 17 февраля 1976)
- А. Панев (17 февраля 1976 — июль 1976 и 1978—1979)
- Ю. Блохин (1976—1978 и 1980—1986)
- А. Пузырев (1979—1980, 1990—1991)
- В. Созинов (1986 — 23 февраля 1990)
- В. Горчаков (1991—1998, 1 января 2006 — 31 декабря 2008)
- В. Бочков (1998 — 4 января 2001)
- Ю. Алексеев (13 января 2001—2004)
- А. Никишов (2004—2005)